# Jonas Wenström

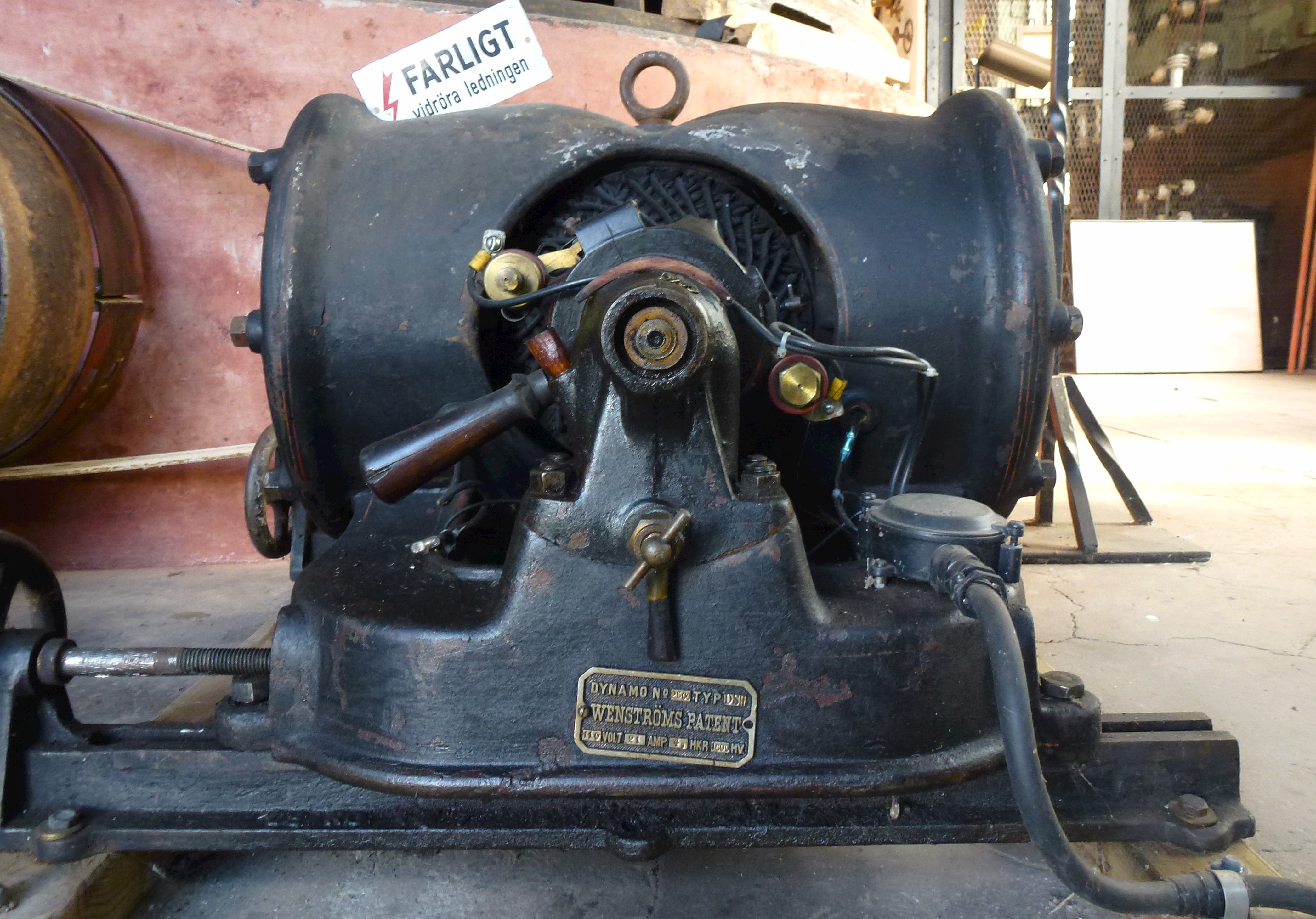
En dynamo, "Wenströms patent", står i Västanfors gamla kraftstation.

Jonas Wenström, född 4 augusti 1855 i Hällefors, Örebro län, död 22 december 1893 i Västerås, var en svensk ingenjör och uppfinnare. 

## Biografi
Wenström var son till ingenjören i Hällefors Wilhelm Wenström och dennes hustru Maria Ursilia von Zweigbergk. Som barn drabbades han av engelska sjukan, vilket invalidiserade honom för livet. Efter mogenhetsexamen i Örebro 1875 började han samma år studera vid Uppsala universitet och fortsatte 1878 sina universitetsstudier i Kristiania, där han avlade filosofisk examen i naturvetenskapliga ämnen 1880. Han företog vidsträckta studieresor utomlands, bland annat till Frankfurt, Paris, London och Pittsburgh, Pennsylvania, USA. Karriären som uppfinnare startade med mjölkseparatorer och tröskverk, men leddes sedan över på hans kommande huvudområde elektroteknik. Han var nära att komma före Thomas Edison med en glödlampa 1880.
Jonas Wenström var 1880–1883 konstruktör i Örebro, och hade från slutet av 1870-talet ägnat sig åt undersökningar inom olika tekniska områden, främst elektrotekniken. Han samarbetade delvis med sin far, som hjälpte honom på flera sätt, bland annat med att rita hans konstruktioner, och i brev till fadern ventilerade han sina upplag och resultat. 1877–1878 kretsade hans tankar kring utarbetandet av ett nytt slags dynamomaskin, men snart gav han upp det arbetet för att i stället intressera sig för elektrisk belysning. Han sökte bland annat 1878 att ersätta kolstavarna i en båglampa med fint fördelade kolpartiklar, och i januari 1879 ett år innan Thomas Edison var inne på ett förslag att med elektrisk ström få tunna kolband att glöda. Fylld av idéer även utanför det elektriska område experimenterade han samtidigt med konstruktioner för tröskverk, mjölkskummare, en megafon samt navigeringsinstrument. Sitt navigeringsinstrument, en slags gyrokompass kallade han oceanvisare eller skeppsledare. Dessutom ägnade han sig åt telegrafi och telefoni samt åt teorin för värmestrålning. Efter ett fruktbärande besök i Paris 1881 tog han åter upp tanken på sin dynamomaskin, som han utarbetade i sin experimentlokal, en verkstad i Engelbrektsons kvarn i Örebro. Under en veckas tid i februari 1882 var kvarnen upplyst av elektriskt ljus från Wenströms försöksmaskin, och i november 1882 fick han patent på sin uppfinning.
I samband med ett försöksprojekt med belysning genererad av en engelsk Brushdynamo 1881 träffade grosshandlaren Ludvig Fredholm civilingenjören Georg Wenström. Denne var yngre bror till Jonas Wenström, och förmedlade kontakt med Jonas Wenström, som i Fredholm fick en finansiär för den fortsatta utvecklingen. Exploateringsrätten till dynamomaskinen och andra uppfinningar överlät han till Ludvig Fredholm och med denne som VD bildades 1883 Sveriges första elektriska företag, Elektriska AB, vars tillverkning förlades till Arboga. Den 17 januari 1883 konstituerades Elektriska Aktiebolaget (det blivande ASEA) i Stockholm.
Wenström blev teknisk rådgivare hos det nya bolaget och var från 1890 chefsingenjör hos ASEA i Västerås, som bildats genom en sammanslagning av Elektriska AB och det av Georg Wenström ledda Wenströms & Granströms elektriska kraftbolag. Som teknisk rådgivare och chefsingenjör utövade Wenström en mångdsidig och framgångsrik uppfinnarverksamhet. Hans första dynamomaskin, "Sköldpaddan" följdes av en rad andra likströmsmaskiner som "Bikupan" och "Wenströmsgrytan", vilken kom att länge fortsättas att användas runt om i Sverige. Den elektriska malmskiljaren, som konstruerades i flera varianter och vilken han 1884 patenterade, såldes runt om i världen. I samarbete med fadern konstruerade Wenström en ljusbågsugn för smältning av metaller 1885 och utförde ritningar till bland annat elektriska lokomotiv.
I Grängesberg undersöktes möjligheterna för elektrisk kraftöverföring från vattenfall på större avstånd, varvid valdes ett 45 meter högt fall vid Hällsjön, där ett litet järnbruk tidigare legat. År 1893 överfördes 400 hästkrafter med trefas och en spänning på 9 500 volt hela 15 kilometer.
De båda strömslagen, likström och växelström, hade olika fördelar: likström kunde driva motorer, medan växelström kunde transformeras från lågspänning till högspänning för att möjliggöra eltransport över längre sträckor. Men växelström kunde inte driva motorer. Lösningen på detta problem kom att formuleras nästan samtidigt 1890 av Wenström och ingenjören Michail Dolivo-Dobrovolskij. Den innebar att man med tre växelströmsmatade ledningar i stället för två kunde skapa ett roterande magnetflöde i en elmotor och därmed en rotationsrörelse. I Sverige tillämpades principen första gången 1893 vid en energiöverföring från Hällsjön till Grängesberg. Samma år avled Wenström 38 år gammal. Som dödsorsak anges bronkopneumoni (lunginflammation) och influensa.

### Eftermäle
Wenströms uppfinning lade grunden till det blivande storföretaget ASEA:s framgångar. 
- En staty av honom är uppförd vid ingången till Rudbecksskolan i Örebro.
- Wenströmska gymnasiet i Västerås är uppkallat efter honom.
- En väg i Finspång i Östergötland har blivit uppkallad efter Wenström, liksom gator i stadsdelarna Hammarby i Västerås (Jonas Wenströms gata) och Hjorthagen i Stockholm (Wenströmsvägen).